# Даруварски Брестовац
Даруварски Брестовац (до 1991. Брестовац Даруварски), (чеш. Daruvarský Brestov) је насељено место у саставу општине Кончаница у Бјеловарско-билогорској жупанији, Република Хрватска.

## Историја
До територијалне реорганизације у Хрватској налазио се у саставу старе општине Дарувар.

## Становништво
На попису становништва 2011. године, Даруварски Брестовац је имао 702 становника.

## Попис 1991.
На попису становништва 1991. године, насељено место Брестовац Даруварски је имало 889 становника, следећег националног састава:
| Попис 1991.‍  | Попис 1991.‍  | Попис 1991.‍ | Попис 1991.‍ | Попис 1991.‍ |
| ------------ | ------------ | ----------- | ----------- | ----------- |
|              |              |             |             |             |
| Чеси         | Чеси         |             | 574         | 64,56%      |
| Хрвати       | Хрвати       |             | 150         | 16,87%      |
| Срби         | Срби         |             | 93          | 10,46%      |
| Југословени  | Југословени  |             | 23          | 2,58%       |
| Мађари       | Мађари       |             | 8           | 0,89%       |
| Немци        | Немци        |             | 2           | 0,22%       |
| Руси         | Руси         |             | 1           | 0,11%       |
| неопредељени | неопредељени |             | 9           | 1,01%       |
| непознато    | непознато    |             | 29          | 3,26%       |
| укупно: 889  |              |             |             |             |